# Станово (Поморське воєводство)
Станово (пол. Stanowo, нім. Groß Stanau) — село в Польщі, у гміні Дзежґонь Штумського повіту Поморського воєводства.
Населення — 247 осіб (2011).
У 1975-1998 роках село належало до Ельблонзького воєводства.

## Демографія
Демографічна структура станом на 31 березня 2011 року:
|          | Загалом | Допрацездатний вік | Працездатний вік | Постпрацездатний вік |
| -------- | ------- | ------------------ | ---------------- | -------------------- |
| Чоловіки | 118     | 37                 | 74               | 7                    |
| Жінки    | 129     | 44                 | 70               | 15                   |
| Разом    | 247     | 81                 | 144              | 22                   |